# Der Fluch des Wahnsinns
Der Fluch des Wahnsinns ist ein US-amerikanischer Kriminalfilm aus dem Jahr 1947 von Peter Godfrey mit Errol Flynn und Barbara Stanwyck in den Hauptrollen. Der Film noir wurde von Warner Bros. produziert und basiert auf dem Roman Cry Wolf von Marjorie Carleton.

## Handlung
Nachdem Sandra Marshall erfährt, dass James Demarest gestorben ist, überrascht sie dessen Onkel Mark Caldwell mit der Nachricht, dass sie und Jim heimlich geheiratet haben. Obwohl Sandra Mark eine Heiratsurkunde zeigt, weigert er sich, ihre Behauptung zu glauben, da James sie nie erwähnt hat. Sandra erinnert Mark an die Bedingungen des Testaments von James Mutter: James Vermögen sollte treuhänderisch verwaltet werden, bis er dreißig Jahre alt wird oder bis er heiratet. Sie hatte James aus Gefallen geheiratet, im Austausch für das Geld, das sie brauchte, um ihre Ausbildung abzuschließen. Nach sechs Monaten sollte sie sich von ihm scheiden lassen, aber da seit der Hochzeit erst fünf Monate vergangen sind, soll Sandra nun zwei Millionen Dollar erben. Beim Abendessen trifft Sandra James jüngere Schwester Julie, die Mark dafür beschimpft, dass er einen Brief von Ronnie Manning, dem Jungen, den sie liebt, an sie geöffnet hat. Julie unterhält sich mit Sandra und erfährt, dass Mark James Verlobung mit einer anderen Frau verhindert hatte. Da James in einem geschlossenen Sarg beerdigt wurde, ist Sandra überrascht, als sie erfährt, dass er an einer Lungenentzündung gestorben ist. Sie ist auch schockiert über die Einschränkungen, die Mark Julie auferlegt, die das Anwesen nicht verlassen darf und ständig von den Bediensteten beobachtet wird.
In dieser Nacht rennt eine hysterische Julie in Sandras Zimmer, erschrocken von den Schmerzensschreien, die aus Marks Labor kommen. Sandra versucht sie zu beruhigen, hört dann aber selbst die Schreie. Am nächsten Morgen erzählt Julie, Sandras Anweisungen folgend, Mark von den Geräuschen, versäumt es jedoch, ihren Besuch in Sandras Zimmer zu erwähnen. Mark führt ihre Erfahrung auf eine lebhafte Fantasie zurück. Als Sandra James Zimmer untersucht, bemerkt sie, dass seine Pfeifen und Sportkleidung fehlen. Julie wird aufgeregt bei dem Gedanken, dass ihr Bruder noch am Leben sein könnte. Als Mark dies hört, sperrt er Julie in ihr Zimmer und befiehlt Sandra, ihren Kopf nicht mit Fantasien zu füllen. In der Nacht betritt Sandra das Labor durch den Speiseaufzug. Sie belauscht ein Gespräch zwischen Mark und Jackson Laidell, einem Diener, über eine Hütte in Three Hills, doch ihre Ermittlungen werden durch den Schrei einer Frau unterbrochen. Julie ist aus ihrem Fenster gestürzt und gestorben. Als Mark den Sturz als Unfall bezeichnet, beschuldigt Sandra ihn der Lüge und enthüllt, dass sie auch die Schreie in der Nacht gehört hat.
Nach Julies Beerdigung erzählt Mark Sandra, dass Beweise für ihre Ehe mit James entdeckt wurden und entschuldigt sich für seine Unhöflichkeit ihr gegenüber. Sandra nimmt seine Entschuldigung an, aber sie ist immer noch entschlossen, die Wahrheit herauszufinden, und reitet zu der Hütte in Three Hills. Dort erfährt sie, dass James noch lebt. Zuerst erkennt James sie nicht, sagt ihr dann aber, dass er in dieser Nacht fliehen und sie im Haus treffen wird. Zurück im Haus konfrontiert Sandra Mark mit ihrem Wissen, dass James lebt. Mark erklärt, dass der Vater von James und Julie bei seinem Tod schwer verrückt war und ihre Mutter deshalb ihr Erbe in Treuhand gegeben hat. James wird gefangen gehalten, weil er einen Mann in einer Schlägerei getötet hat, ein Skandal, der die politische Karriere von Marks Bruder, dem Senator Charles Caldwell, ruiniert hätte. Der Richter stimmte zu, den Mord geheim zu halten, solange Mark James von anderen fernhielt. Mark fügt hinzu, dass Julie die Wahrheit vermutet und sich umgebracht haben muss. Als Mark seine Geschichte beendet, erscheint James und es kommt zu einem Kampf, bei dem James getötet wird. Zwischen Mark und Sandra beginnt eine Romanze.

## Hintergrund
Gedreht wurde der Film von Mitte Mai bis Mitte Juli 1946 auf der Warner Movie Ranch in Calabasas sowie in den Warner-Studios in Burbank.
Carl Jules Weyl oblag die künstlerische Leitung. Jack McConaghy war für das Szenenbild zuständig, Edith Head und William Travilla für die Kostüme. Robert Burks und William C. McGann schufen die Spezialeffekte. Don Alvarado arbeitete als Produktionsmanager. Musikalischer Direktor war Leo F. Forbstein.

## Veröffentlichung
Die Premiere des Films fand am 18. Juli 1947 in New York statt. In der Bundesrepublik Deutschland wurde er am 26. November 1995 im deutschen Fernsehen ausgestrahlt.

## Kritiken
Der Filmkritiken-Aggregator Rotten Tomatoes hat in einer Auswertung ein Publikumsergebnis von 41 Prozent positiver Bewertungen ermittelt.
Bosley Crowther schrieb in der The New York Times, dass nach seinem Verständnis der umgangssprachliche Ausdruck „Cry Wolf“ eine bewusste Täuschung, um einen sensationellen Effekt zu erzielen, impliziere. Das müsse man Warner lassen, man habe den Film gut betitelt. Denn all die dunklen und ominösen Vorgänge in gut drei Vierteln dieses Films, all die furchtbaren Dinge, denen eine vermeintlich junge Witwe in einem großen dunklen Haus begegnet, das von einem eiskalten jungen Wissenschaftler regiert wird, der in einem Flügel ein verbotenes Labor unterhält, seien nur so viel klarer und kalkulierter Staub in den Augen des Publikums. Die endgültige Erklärung des Mysteriums sei lächerlich und banal.
Der Kritiker des TV Guide bemängelte, dass die meisten Darsteller hölzern agieren, insbesondere der fehlbesetzte Errol Flynn.
Das Lexikon des internationalen Films schrieb: „Statischer melodramatischer Thriller.“
Die Filmzeitschrift Cinema befand: „Abgedroschene, schwülstige Romanverfilmung.“